# Ruiselede
Ruiselede è un comune belga di 5 253 abitanti, situato nella provincia fiamminga delle Fiandre Occidentali.